# Park historyczny Kamphaeng Phet
Park historyczny Kamphaeng Phet (taj. อุทยานประวัติศาสตร์ กำแพงเพชร) – jeden z 10 parków historycznych w Tajlandii, w prowincji Sukhothai, utworzony w 1980 roku dla ochrony ruin miasta Kamphaeng Phet (pol. „Diamentowe Mury”) – satelickiego miasta Sukhothai. 
W 1991 roku Kamphaeng Phet wraz z dawnym miastami Sukhotai i Si Satchanalai zostało wpisane na listę światowego dziedzictwa UNESCO.

## Położenie
Park historyczny Kamphaeng Phet leży ok. 5 km na północny zachód od współczesnego miasta Kamphaeng Phet.

## Historia
Kamphaeng Phet (pol. „Diamentowe Mury”) – satelickie miasto Sukhothai – pełniło obronną rolę, nawet po upadku królestwa Sukhothai. W 1980 roku otwarto tu park historyczny o powierzchni 3,38 km². Współcześnie znajdują się tu pozostałości zabudowań obronnych a także wielu świątyń buddyjskich. 
W 1991 roku Kamphaeng Phet wraz z dawnym miastami Sukhotai i Si Satchanalai zostało wpisane na listę światowego dziedzictwa UNESCO.

## Park historyczny

Plan parku historycznego Kamphaeng Phet: 1. Wat Phra Borommathat, 2. Wat Chedi Klang Thung, 3. Fort Phom Thung Sethi, 4. Wat Phra That, 5. Wat Phra Kaeo, 6. Zbiornik wody Sa-Mon, 7. Muzeum Narodowe Kamphaeng Phet, 8. Lak Mueang, 9. Wa Phra Non, 10. Wat Phra Si Iriyabot, 11. Wat Singh, 12. Wat Chang Rob, 13. Wat Awat Yai

Miasto Kamphaeng Phet powstało na planie czworoboku (300–700 m x 2.200 m). Pośrodku znajdowała się świątynia Wat Phra Kaeo z główną stupą, dekorowana przedstawieniami lwów.  
Na terenie parku znajdują się m.in.: 
- Wat Phra Kaeo (taj. วัดพระแก้ว) – pozostałości świątyni, która przylegała do pałacu królewskiego[4]. Znajduje się tu posąg leżącego Buddy oraz kilka mniejszych posagów zniszczonych przez żywioły tak, że przypominają rzeźby Alberto Giacomettiego[4].
- Wat Phra That (taj. วัดพระธาตุ) – pozostałości świątyni ze stupą na planie okręgu zbudowaną z cegły i laterytu[4].
- Wat Phra Non (taj. วัดพระนอน)
- Wat Phra Si Iriyabot (taj. วัดพระสี่อิริยาบถ) – ruiny świątyni z niewielkim budynkiem, gdzie znajdują się pozostałości pomników stojącego, siedzącego, kroczącego i leżącego Buddy[4].
- Wat Chang Rop (taj. วัด ช้างรอบ) – ruiny świątyni z pozostałościami 68 stiukowych słoni, które otaczały budowlę[4].